# Agnus Dei (film, 2008)
Pour les articles homonymes, voir Agnus Dei (homonymie).
Pour plus de détails, voir Fiche technique et Distribution.
Agnus Dei (Cordero de Dios) est un film franco-argentin réalisé par Lucía Cedrón et sorti en 2008.

## Synopsis
En 2002, en pleine crise économique argentine, Arturo, un vétérinaire de 77 ans est enlevé à Buenos Aires. Guillermina, sa petite-fille de 30 ans, est contactée par les ravisseurs. Pour faire face à la situation et obtenir la libération de son grand-père, elle est contrainte de faire appel à sa mère Teresa, fille d’Arturo. Celle-ci vit toujours en France où elle a dû s'exiler avec sa fillette en 1978, après la mort de son mari. Ce retour en Argentine, sous la contrainte des événements, pèse à Teresa en constante contradiction avec sa terre natale.
Alors que mère et fille cherchent l’argent nécessaire au paiement de la rançon, des faits tragiques survenus dans le passé trouvent, peu à peu, un écho dans le présent.

## Fiche technique
- Titre : Agnus Dei
- Titre d'origine : Cordero de Dios
- Réalisation : Lucía Cedrón
- Scénario : Lucía Cedrón, Santiago Giralt avec la collaboration de Thomas Philippon-Aginski
- Production : Lita Stantic et Serge Lalou
- Musique : Sebastian Escofet
- Directeur de la photographie : Guillermo Nieto
- Montage : Rosario Suarez
- Décors : Cristina Nigro
- Costumes : Marisa Urruti
- Pays d'origine :  Argentine,  France
- Langue de tournage : espagnol
- Producteurs : Lita Stantic, Serge Lalou
- Sociétés de production : Lita Stantic Producciones, Les Films d'Ici, Goa Ltd
- Société de distribution : Ad Vitam
- Format : couleur — 35 mm — 1.66:1 — son Dolby SRD
- Genre : drame
- Durée : 90 minutes
- Dates de sortie :
  - Argentine : 10 avril 2008
  - France : 7 mai 2008

## Distribution
- Mercedes Morán : Tere(sa), en 2002
- Leonora Balcarce : Guillermina, la fille de Teresa et de Paco, petite-fille d'Arturo
- Jorge Marrale : Arturo, le père de Teresa
- Malena Solda : Teresa, en 1978
- Juan Minujín : Paco, le mari — militant — de Teresa, père de Guillerma
- Ariana Morini : Guillermina à 6 ans, en 1978
- Horacio Pena : le général Delfione
- María Izquierdo : Maria Paz (la meilleure amie de Teresa), en 2002
- Ignacia Allamand : Maria Paz, en 1978

## Point de vue de la critique
- Télérama[1] :« Construit sur une alternance très fluide de scènes au présent et de flash-back, le film entremêle les époques pour mieux révéler la béance des vieilles plaies mal soignées. À l'image de cette famille, déchirée entre trois générations, un pays ne peut avancer tant qu'il n'a pas regardé son passé en face. Tel est le message, simple et fort, que Lucía Cedrón glisse dans son premier film. Maladroit quand elle le martèle, avec des séquences inutiles sacrifiant au pathos, Agnus Dei émeut lorsqu'il valorise le jeu de ses deux remarquables actrices. Fébriles, abattues, révoltées, la mère et la fille composent un tandem tout en tensions, qui évoque les déchirures intimes de l'Argentine, et sonne particulièrement juste. »

## Distinctions
- Festival du film de Sundance 2007 : NHK Award.
- 2008 : Sélectionné au Festival international du film de Rotterdam.
- 2008, 20e Rencontres du cinéma d'Amérique Latine de Toulouse : Prix du public « Intramuros ».
- 2008 : Prix Sud du meilleur premier film